# 王少楼 (京剧老生)
王少樓（1911年11月8日—1967年1月22日），京劇演員，工老生。1923年拜余叔岩先生為師，乃余门七位弟子（楊寶忠、陳少霖、孟小冬、吳少霞、譚富英和李少春）中的第二。曾長期與程硯秋合作，也曾給荀慧生、尚小雲等配戲，並錄有大量京劇唱片。败嗓以后，改教京劇，于北京戲曲學校培養了许多學生，安雲武、李崇善、李寶春等均受其教诲。